# 西森博之
西森博之（日语：／ Nishimori Hiroyuki，1963年11月23日—），日本漫畫家、小說家、漫畫原作者。男性。出身於千葉縣。O型血。截至2012年6月，其圖書累計發行量超過5,000萬部。

## 簡歷
- 1987年，以《增刊少年Sunday（日语：週刊少年サンデーS）》（小學館）刊登的首次亮相。此後主要活躍於《週刊少年Sunday》（小學館）。代表作品有《我是大哥大!!》、《魯莽天使》。
- 2000年，以《魯莽天使》獲得第46屆小學館漫畫獎。
- 《鋼鐵貴公子（日语：鋼鉄の華っ柱）》連載終了後，開始創作小說。西森在《小子愛找茶。》連載之前和之後表示希望自己嘗試寫小說，並通知了編輯，但是被編輯忽視了。截至2014年，他也負責漫畫作品的原作。
- 《一無所有下的藍天（日语：何もないけど空は青い）》2014年第16號連載到2015年第38號為止，飯沼勇氣（日语：飯沼ゆうき）負責作畫[3]。
- 2016年，連載睽違3年首部少年漫畫《正在尋找自己的小姐。》[4]。2017年完結[5]。
- 2018年，他擔任原作，在《月刊SundayGX》連載《滿天繁星和藍天》[6]。同年，《我是大哥大!!》續集在《週刊少年SundayS（日语：週刊少年サンデーS）》開始連載[7]。
- 2020年，《佳奈佳奈（日语：カナカナ (漫画)）》在《週刊少年SundayS》開始連載[8]。

## 作風
其畫風簡潔，是一位善於講故事和有趣角色的作家，擅長以不良少年為特色的作品。
作品的舞台設定和角色名字經常使用千葉縣的名稱（主要在內房）。
西森的忠實粉絲遠藤達哉表示，他所塑造的角色「都是隨性的善良、堅強的意志和讓人無法討厭的人情味」為核心。

## 作品列表

### 連載
- 我是大哥大!!（《增刊少年Sunday（日语：週刊少年サンデーS）》1988年9號—1990年8號、《週刊少年Sunday》1990年40號—1997年47號，全38冊、寬版全19冊、MyFirst寬版全14冊、文庫版全18冊）
1994年電影化。《我是大哥大!!》（東映）。
1993年—1997年OVA化。《我是大哥大!!》
2018年電視劇化。賀來賢人主演。
此外，還有東映V非戲院首映作品、動畫等多數。
- 歪哥刑警（日语：甘く危険なナンパ刑事）（《週刊少年Sunday》1990年12號—1990號37號，全2冊、寬版全1冊）
- 勁爆好小子（日语：スピンナウト）（《週刊少年Sunday》1998年35號—1999年24號，與春風邪三太合作，全4冊）
- 魯莽天使（《週刊少年Sunday》1999年25號—2003年36、37合併號，全20冊、寬版全10冊）
2002年動畫化。《魯莽天使》（東京電視台）。
同年遊戲化。《魯莽天使》（PS，萬代）。
- 高校武士道士郎（《週刊少年Sunday》2004年22、23合併號—2006年5、6合併號，全8冊）
- 小子愛找茶。（《週刊少年Sunday》2007年18號—2009年35號，全11冊）
2021年電視劇化。鈴木伸之主演。
- （《GET THE SUN！》2010年8月號—2010年9月號）※系列連載。
- 鋼鐵貴公子（日语：鋼鉄の華っ柱）（《週刊少年Sunday》2010年44號—2012年41號，全9冊）
- 一無所有下的藍天（日语：何もないけど空は青い）（《週刊少年Sunday》2014年16號—2015年38號，擔任原作、作畫：飯沼勇氣（日语：飯沼ゆうき），全7冊）
- 正在尋找自己的小姐。（《週刊少年Sunday》2016年10號—2018年5、6合併號，全8冊）
- 滿天繁星和藍天（《月刊Sunday GX》2018年9月號—2019年11月號，擔任原作、作畫：飯沼勇氣，全3冊）
- 我是大哥大!! ～勇者佐川與那兩人篇～（《週刊少年SundayS（日语：週刊少年サンデーS）》2019年1月號—4月號，全1冊）
- 佳奈佳奈（日语：カナカナ (漫画)）（《週刊少年SundayS》2020年8月號[10]—2023年11月號[11]，已出版6冊）※第一部完[11]。
2022年電視劇化。真榮田鄉敦主演。

### 短篇集
- 西森博之短篇集 第一個也是最後一個!!
  - （《少年Sunday增刊號（日语：週刊少年サンデーS）》1988年1月號，出道作品）
  - （《週刊Young Sunday》1990年23號）
  - （《週刊Big Comic Spirits增刊》1992年7月增刊號）
  - 軟派 NANPA（《少年Sunday夏季開張大增刊（日语：少年サンデー特別増刊R）》，1992年8月25日，出道前作品）
  - （《少年Sunday特別增刊 NEW YEAR SPECIAL（日语：少年サンデー特別増刊R）》，1993年1月，出道前作品）
  - 番長屋
  - 事務員A子系列（《週刊Young Sunday》2006年—2007年，全5回，不定期發表）
    - 事務員A子
    - 宿題女子高生A子

  - （《Big Comic Spirits》2006年40號）
  - Super CHARGER（未在雜誌發表）

### 小說
- 滿天繁星和藍天（2012年，小學館）
- （2014年，小學館）

## 助手
- 春風邪三太
- 鈴木圭一（日语：鈴木けい一）
- 紅林直（日语：紅林直）[12]

## 外部連結
- Sunday漫畫家Back Stage 西森博之 （页面存档备份，存于） （日語）
- （日語）